# Fabrizio Castello

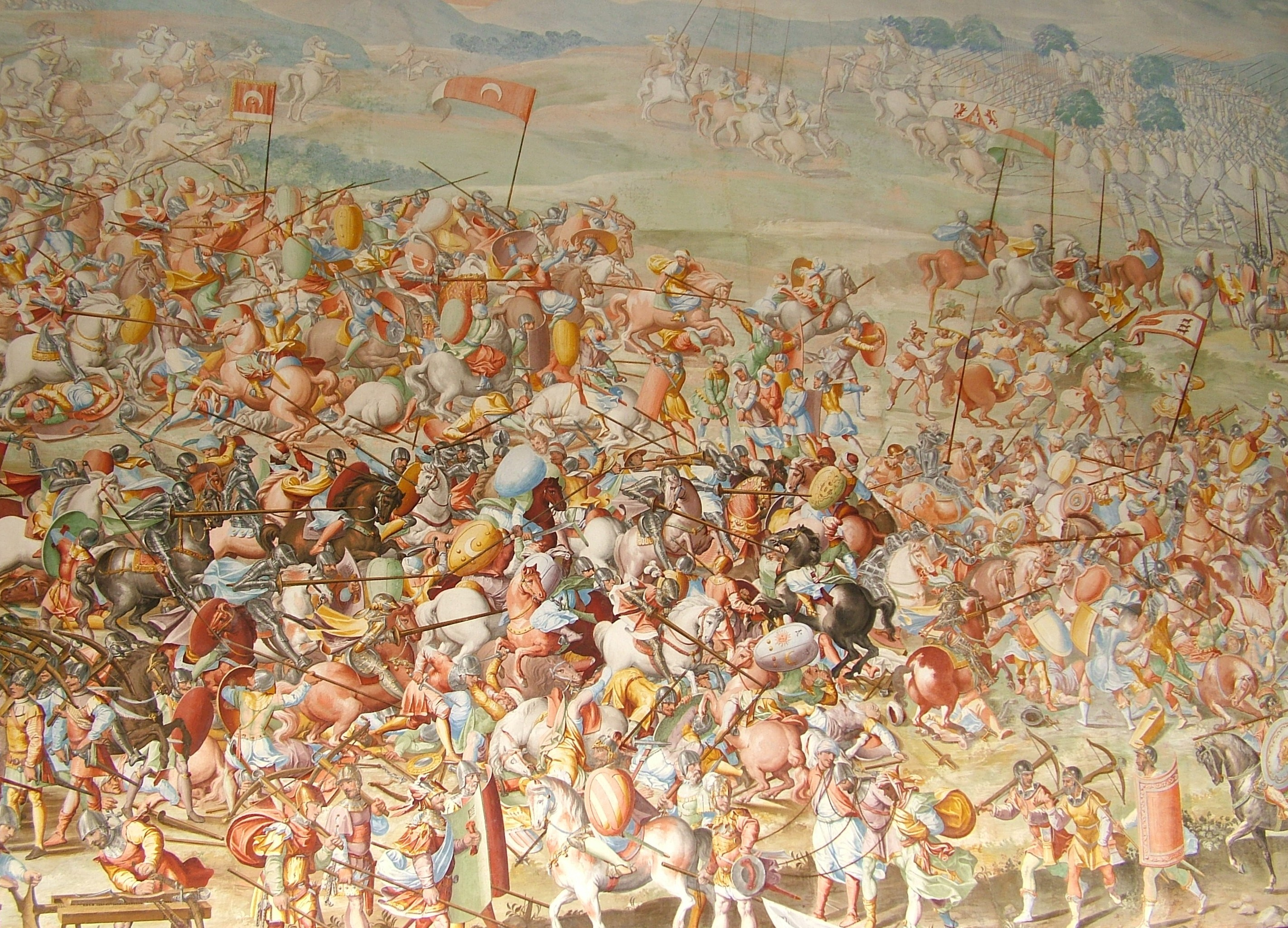
Batalla de la Higueruela (detalle), Sala de batallas del Monasterio de El Escorial.

Fabrizio Castello (1562-1617), fue un pintor italiano de origen genovés establecido en España, donde se documenta toda su producción. Como pintor al fresco se especializó en la pintura ornamental de grutescos.

## Biografía y obra
Hijo de Giovanni Battista Castello, il Bergamasco, llegó a España siendo aún niño, hacia 1567, acompañando a su padre, quien había sido llamado por Álvaro de Bazán para trabajar en su palacio del Viso del Marqués. Muerto il Bergamasco en 1569, Fabrizio quedó al cuidado de su medio hermano Niccolò Granello, con quien aprendió el oficio. Consta documentalmente que en marzo de 1576 a Niccolò, pintor del rey, se le aumentó el salario con la condición de mantener a su medio hermano, que trabajaba como su ayudante, obligación de la que fue liberado en octubre de 1577, cuando al alcanzar la mayoría de edad Fabrizio comenzó a figurar en los libros de fábrica del monasterio de El Escorial de forma independiente, con un salario de 5 reales al día.
Como miembro del equipo de artistas encabezado por su medio hermano, al que también pertenecían los hermanos Gian María y Francesco da Urbino y el dorador Francesco da Viana, trabajó en la decoración pictórica de diversas dependencias de la basílica y monasterio de El Escorial. 
A mediados de 1582 se encargó con Francesco da Viana de la primitiva pintura del coro de la basílica, posiblemente consistente en el fingimiento de un sencillo artesonado, pronto sustituido por la Gloria de Luca Cambiaso. Es muy probable que entre 1583 y 1584 participase en la decoración de las bóvedas de la sacristía y antesacristía del monasterio, donde algunas figuras de modelado suave, distinto del detallado empleado por Granello, podrían corresponderle, aunque la documentación únicamente menciona a su medio hermano. 
En junio de 1584 fue nombrado pintor del rey, con un salario de 16 ducados mensuales.  A continuación, en diciembre de ese mismo año, se le encargó la pintura de la bóveda de los Aposentos de la Reina, la conocida luego como Sala de batallas, en la que trabajó junto con su medio hermano, como principal responsable, y dos miembros del equipo llegado con Luca Cambiaso: su propio hijo, Orazio Cambiaso, y Lazzaro Tavarone. Con un repertorio de motivos fantásticos y alegóricos ahora de contenido profano, e inspirados en los diseños de Perino del Vaga, los pintores concluyeron en solo seis meses la pintura de los casi sesenta metros de largo de la sala y cobraron por su trabajo la no desdeñable cifra de 1000 ducados. El mismo equipo trabajó luego en la pintura de los techos de las dos salas del capítulo, a la vez que retocaban las pinturas del zaguán, trabajos que les ocuparon todo el año siguiente, pero en enero de 1587 contrataron la pintura del gran fresco de la batalla de La Higueruela en la misma Sala de batallas, tarea muy distinta de la pintura de grutescos que venían realizando y para la que se sirvieron como modelo de un viejo lienzo pintado en grisalla hallado en el Alcázar de Segovia y restaurado por Castello en 1581. Concluida esta pintura, en septiembre de 1589, con Granello y Tavarone, pues Orazio Cambiaso había retornado a Italia, contrató las pinturas de los muros restantes, correspondiéndole los cuatro primeros episodios dedicados a la batalla de San Quintín. En febrero de 1591, aun sin concluir estos frescos, comenzaron a trabajar en la pintura de los cajones de la librería alta, en la que todavía pudieron encargarse de los grutescos.
Casado con Catalina Mata, bautizó a su primer hijo en El Escorial en 1586, actuando como padrino otro pintor de su equipo, Juan Serrano, emparentado con su esposa. En 1595, residiendo en Madrid, nació otro de sus hijos, Félix Castelo, quien continuaría su oficio de pintor.